# Передерий, Григорий Петрович
Григо́рий Петро́вич Переде́рий (1871—1953) — инженер и учёный, мостостроитель. Член-корреспондент АН СССР (1939), академик АН СССР (1943).

## Биография
Родился 29 сентября (11 октября) 1871 года в Ейске.
В 1897 году окончил Петербургский институт инженеров путей сообщения.
В период с 1897 по 1907 год работал инженером на предприятиях железно-дорожного транспорта (в том числе в Закавказье, на Московско-Казанской железной дороге), одновременно вёл научно-исследовательскую работу в области машиностроения. В 1901 году в Тифлисе организовал выпуск журнала «Инженерное дело», где и опубликовал свои первые научные работы. Генерал-директор пути и строительства 1-го ранга. 
В 1902 году начал преподавать в Московском инженерном училище путей сообщения, одновременно работая инженером на Московско-Казанской железной дороге. С 1907 по 1914 и в 1920—1942 годах преподавал в Санкт-Петербургском институте инженеров путей сообщения; с 1920 года — профессор, заведующий кафедрой «Мосты», в 1921 году — ректор.
С 1908 года работал помощником главного инженера на строительстве моста Императора Петра Великого. Одновременно, был приглашен на инженерно-строительное отделение Политехнического института, где защитил кандидатскую диссертацию и в 1911 году получил звание ординарного профессора и читал лекции на кафедре мостов вплоть до 1930 года.
Преподавал также на Высших женских политехнических курсов (в 1915 году преобразованы в Женский политехнический институт, в 1918 году — во Второй Петроградский политехнический институт).
С 1922 по 1926 год был директором Института гражданских инженеров.
В 1926—1930 годах снова преподавал в Московском инженерном училище.
Член-корреспондент АН СССР (1939). Академик АН СССР (1943).
Во время Великой Отечественной войны, в 1941—1944 годах был заведующим кафедрой Новосибирского института железнодорожного транспорта.
Умер 14 декабря 1953 года в Москве. Похоронен на Введенском кладбище (2 уч.).

## Награды и премии
- Заслуженный деятель науки и техники РСФСР (1 февраля 1943)
- Сталинская премия II степени (22 марта 1943) — за многолетние выдающиеся работы в области науки и техники
- орден Ленина (1939)
- 2 ордена Трудового Красного Знамени (10 июня 1945; 26 октября 1946)
- 2 ордена Красной Звезды (1943; 1945)
- медали[1]
- генерал-директор пути и строительства I ранга (1943)

## Работы
- Бородинский мост через Москву-реку в Москве (1910; арх. Фомин И. А.; конкурс).
- Мокринский железнодорожный мост (1913—1917)
- Эстакада железобетонная арочная моста через Амур в Хабаровске (1916).
- Октябрьский мост в Вологде (1928—1931).
- Володарский мост в Ленинграде (1932—1936; перестроен).
- Мост Лейтенанта Шмидта в Ленинграде (1936—1938; перестроен).
- Кузнечевский мост в Архангельске (1956).